# Championnat du Luxembourg de football 1938-1939
Navigation
Saison précédente Saison suivante
La saison 1938-1939 du Championnat du Luxembourg de football était la 29e édition du championnat de première division au Luxembourg. Dix clubs sont regroupés au sein d'une poule unique où ils se rencontrent deux fois, à domicile et à l'extérieur. En fin de saison, les 2 premiers de Promotion d'Honneur (la deuxième division luxembourgeoise) sont promus tandis que les 2 derniers du classement sont relégués.
C'est le Stade Dudelange qui remporte le titre après avoir terminé en tête du classement final, avec 3 points d'avance sur l'autre club de la ville, l'US Dudelange et 8 sur le tenant du titre, le CA Spora Luxembourg. Il s'agit du tout premier titre de champion du Luxembourg de l'histoire du club. La ville de Dudelange domine le football national puisque les deux formations se retrouvent en finale de la Coupe du Luxembourg, où l'US prend sa revanche face au Stade, qui manque donc le doublé.

## Les 10 clubs participants
| - CA Spora Luxembourg - Jeunesse d'Esch - Chiers Rodange - Promu de Promotion d'Honneur - Avenir Beggen - Promu de Promotion d'Honneur - Progrès Niedercorn | - The National Schifflange - Stade Dudelange - Union Luxembourg - US Dudelange - CS Fola Esch |

## Compétition

### Classement
Le barème utilisé pour établir le classement est le suivant :
- Victoire : 2 points
- Match nul : 1 point
- Défaite, forfait ou abandon : 0 point

| Rang | Équipe                  | Pts | J  | G  | N | P  | Bp | Bc | Diff |  | Résultats (▼ dom., ► ext.) | StD | USD | Spo | Jeu | Nie | Uni | Rod | Sch | Fol | Beg |
| ---- | ----------------------- | --- | -- | -- | - | -- | -- | -- | ---- |  | -------------------------- | --- | --- | --- | --- | --- | --- | --- | --- | --- | --- |
| 1    | Stade Dudelange         | 31  | 18 | 14 | 3 | 1  | 62 | 25 | +37  |  | Stade Dudelange            |     | 0-0 | 2-2 | 2-1 | 2-1 | 2-1 | 5-1 | 4-2 | 9-1 | 5-0 |
| 2    | US Dudelange (C)        | 28  | 18 | 13 | 2 | 3  | 74 | 24 | +50  |  | US Dudelange (C)           | 0-0 |     | 3-2 | 5-1 | 4-1 | 4-0 | 6-0 | 7-1 | 7-1 | 6-0 |
| 3    | CA Spora Luxembourg (T) | 23  | 18 | 10 | 3 | 5  | 57 | 31 | +26  |  | CA Spora Luxembourg (T)    | 4-2 | 2-1 |     | 4-1 | 2-2 | 1-2 | 3-1 | 2-3 | 7-1 | 9-2 |
| 4    | Jeunesse d'Esch         | 19  | 18 | 9  | 1 | 8  | 52 | 41 | +11  |  | Jeunesse d'Esch            | 1-4 | 5-1 | 4-0 |     | 2-3 | 3-1 | 7-1 | 1-0 | 7-1 | 7-2 |
| 5    | Progrès Niedercorn      | 19  | 18 | 8  | 3 | 7  | 48 | 41 | +7   |  | Progrès Niedercorn         | 2-3 | 3-4 | 1-3 | 4-1 |     | 2-3 | 2-1 | 5-1 | 2-1 | 5-3 |
| 6    | Union Luxembourg        | 18  | 18 | 8  | 2 | 8  | 39 | 44 | -5   |  | Union Luxembourg           | 2-3 | 3-2 | 1-4 | 4-1 | 1-1 |     | 1-5 | 3-3 | 3-2 | 6-1 |
| 7    | Chiers Rodange (P)      | 12  | 18 | 4  | 4 | 10 | 28 | 60 | -32  |  | Chiers Rodange (P)         | 2-4 | 0-8 | 0-0 | 2-2 | 1-6 | 0-4 |     | 3-2 | 2-1 | 1-1 |
| 8    | National Schifflange    | 11  | 18 | 4  | 3 | 11 | 37 | 52 | -15  |  | National Schifflange       | 2-3 | 1-3 | 2-3 | 1-4 | 2-2 | 7-0 | 4-4 |     | 3-2 | 2-1 |
| 9    | CS Fola Esch            | 10  | 18 | 5  | 0 | 13 | 31 | 63 | -32  |  | CS Fola Esch               | 2-4 | 3-9 | 3-0 | 1-2 | 5-1 | 0-2 | 1-0 | 2-1 |     | 4-1 |
| 10   | Avenir Beggen (P)       | 9   | 18 | 4  | 1 | 13 | 32 | 79 | -47  |  | Avenir Beggen (P)          | 1-8 | 1-4 | 0-9 | 5-2 | 2-5 | 3-2 | 3-4 | 3-0 | 3-0 |     |

## Bilan de la saison
| Championnat du Luxembourg de football 1938-1939 |                             |
| Champion                                        | Stade Dudelange (1er titre) |
| Coupes et trophées                              |                             |
| Vainqueur de la Coupe du Luxembourg 1938-1939   | US Dudelange                |
| Promotions et relégations                       |                             |
| Promus en Division d'Honneur                    | AS Differdange              |
| Promus en Division d'Honneur                    | Red Boys Differdange        |
| Relégués en Promotion d'Honneur                 | CS Fola Esch                |
| Relégués en Promotion d'Honneur                 | Avenir Beggen               |